# إعداد الموازنة العامة
إعداد الموازنة العامة هو مجال من مجالات الإدارة العامة ومجال في الدراسة الأكاديمية الخاصة بالإدارة العامة. ويمكن تعريفها بتحديد طرقها، وظائفها، تشكلها، ونوعها.

يصف المؤلفان روبرت دبليو سميث وتوماس دي لينش إعداد الموازنة العامة من أربع وجهات نظر. إذ يرى السياسي أن عملية إعداد الموازنة «حدث سياسي يجري ضمن مجال سياسي لتحقيق مصالح سياسية». ويرى الاقتصادي أن الموازنة هي تخصيص للمصادر من ناحية تكلفة الفرصة، وتخصيص المصادر لصالح مستهلك معين يعني أخذ هذه المصادر من مستهلك آخر. دور الاقتصادي تزويد صانعي القرار بأفضل معلومات ممكنة. يركز المحاسب على القيم القابلة للحساب في الموازنة، والتي تحلل عناصر الموازَنة إلى نفقات بصورة تصف «حكمة السياسة الأصلية». وجهة نظر المدير العام لدى سميث ولينش بالنسبة إلى الموازنة هي أداة تصف تنفيذ السياسة العامة. طور المؤلفان مفهوماً عملياً للموازنة وهو:
الموازنة خطة لإنجاز البرامج المرتبطة بالأهداف ضمن فترة زمنية محددة، وتتضمن تقدير الموارد المطلوبة، وتقدير الموارد المتوفرة، ومقارنتها بفترة أو فترات زمنية سابقة، وعرض المتطلبات المستقبلية.

## تعاريف أساسية
- تعريف عملي: هي خطة لتمويل شركة أو حكومة أثناء فترة محددة، ويحضّرها المدير التنفيذي المسؤول أو هيئة تمثيلية (أو أي وكيل قانوني)، وعليه الموافقة عليها وتوثيقها قبل إقرارها. – فريدريك إي. كليفلاند
- تعريف نظري: السؤال المهم: «على أي أساس يكون تخصيص كم من المال لنشاط معين بدلًا من نشاط آخر؟»  - في أو كي جونيور.

## إسهامات نظرية
- فريدريك كليفلاند: أسس تعريفًا عملياً للموازنة[4]
- ويليام إف. ويلوبي: وصف هدف مستند الموازنة[5]
- في أو. كي جونيور: طرح تساؤلًا معياريًا بخصوص كيفية توزيع الموارد النادرة لتلبية طلب غير محدود.[6]
- فيرن بي. لويس: ناقش نظرية الموازنة المعتمدة على القيم الاقتصادية، وساهم في دراسة التمويل العام.[7]
- ريتشارد إيه. موسغريف: الأب الروحي للتمويل العام، إذ حدد القواعد الثلاث للحكومة في الاقتصاد، وهي: تخصيص الموارد، توزيع السلع والخدمات، وتمكين الاقتصاد.[8]
- آرون ويلدافسكي: اقترح أن صياغة قرار الموازنة أمر سياسي أكثر من كونه معتمدًا على الظروف الاقتصادية.[9]
- آلين شيك: حدد الوظائف الثلاث للموازنة، وهي:

1. التخطيط الاستراتيجي: تحديد أهداف المنظمة
2. التحكم الإداري: عملية الإدارة الخاصة بضمان إنجاز فعال ومؤثر للأهداف المنصوص عليها في التخطيط الاستراتيجي.
3. التحكم العملي: يركز على تنفيذ مهمات محددة تقدم الوسائل الأكثر فعالية وتأثيرًا لتحقيق الأهداف المطلوبة من التحكم الإداري.[10]

- آيرينز إس. روبين: سهَّلت مناقشة الانفصال بين النظرية والتطبيق من أجل الموازنة العامة.[11]

## طرق إعداد الموازنة
ملاحظة مختصرة عن نظرية الأنظمة المطبقة في العلوم السياسية: تدخل المدخلات النظام الحكومي، ما ينتج بدوره مخرجات متعلقة بالنتائج. تحويل المدخلات إلى مخرجات مقياس للفعالية بصورة تشبه دور المدخلات المشاركة في النتائج المؤثرة، فهو مقياس للجودة.
- موازنة البنود وهو أسهل شكل من الموازنة، وتربط هذه الطريقة مدخلات النظام مع النظام. تظهر هذه الموازنات بصيغة مستندات محاسبة تعبر عن المعلومات الدنيا التي تخص الهدف ضمن النظام.
- موازنة البرامج وتتبع طريقة انتقائية للموازنة في صنع القرار -تخصيص المصادر- وتتحدد بتمويل برنامج معين بدلًا من آخر بالاعتماد على ما يقدمه البرنامج. تتبع هذه الطريقة نظام التخطيط والموازنة والبرنامج.
- موازنة بي بي بي إس –نظام موازنة تنظيم البرامج- وهي الربط بين موازنة البنود وموازنة البرامج، وهي موازنة ذات أداء أكثر تعقيدًا. وخلافًا لموازنة البرامج الأكثر بساطة، تربط أداة صياغة القرار هذه البرنامج بطرق ووسائل تسهيل البرنامج. هذا قد يعمل كأداة تخطيط على المدى البعيد لتوقع الآثار المستقبلية. وهي مفيدة جدًا في المشاريع الكبيرة. يسعى الجانب التخطيطي لهذه الطريقة إلى ربط الأهداف بالمتطلبات أو النتائج المتوقعة من مخرجات محددة، والتي تُصنف بعد ذلك ضمن برنامج يحول المدخلات إلى مخرجات. وأخيرًا، يساعد نظام تخطيط موازنة البرامج بتحديد كيفية تمويلها. من الرائدين في هذا النوع من الموازنة، روبرت ماكنامارا في وزارة الدفاع الأميركية في ستينيات عام 1900.
- الموازنة المعتمدة على الأداء تحاول حل مشكلات صناعة القرار اعتمادًا على قدرة البرامج على تحويل المدخلات إلى مخرجات و/أو استخدام المدخلات للتأثير على بعض النتائج. يكون الحكم على الأداء وفقًا لقدرة البرامج على تحقيق الأهداف التي تساهم في الهدف الأساسي وبناءً على فعالية استخدام الموارد (أو المدخلات)، بربط المدخلات مع المخرجات بفعالية و/أو ربط المدخلات مع النتائج بفعالية. ويمكن حل مشكلة صياغة القرار-أو تخصيص الموارد النادرة- بتحديد المشروع الذي يعطي فاعلية وجودة قصوى.
- الموازنة الصفرية استجابة لعملية تدريجية لصنع القرار عبر إقرار ميزانية سنة مالية معينة بالاعتماد على ميزانية سنة مالية سابقة. وعلى عكس التدرج، يكون تخصيص الموارد -التمويل- بطريقة الجمع الصفري. وفي الحكومة، يقترح كل قسم لقطاع الوزارة يقترح كل قسم أهدافًا محددة تتعلق بهدف نهائي يستطيع إنجازه عند تخصيص مبلغ محدد من المال.
- التجميد المرن أسلوب ابتكره الرئيس الأمريكي جورج إتش. دبليو بوش كوسيلة لخفض مصاريف الحكومة. في ظل هذا الأسلوب، تتأثر بعض البرامج بالتغيرات في نمو السكان والتضخم.
- أداة معدل تقييم البرنامج (بارت) أداة طورتها الولايات المتحدة لقياس وتقييم فعالية البرامج الفيدرالية، وتعمل بمراجعة هدف البرنامج وطريقة تصميمه وتخطيطه الاستراتيجي وإدارته ونتائجه. وتتراوح النتائج بين فعال (بين 85 و100 نقطة)، متوسط الفعالية (70-84 نقطة)، مقبول (50-69 نقطة) وغير فعال (0-49 نقطة).
- الموازنة تبعًا للأولويات استجابة للظروف القتصادية السيئة. تختلف عن الموازنة المتدرجة، إذ تُخصص الموارد بالاعتماد على التغيرات الحدية في التكاليف، تتثبت موازنة الأولويات كمية الموارد الحكومية، وتخصص الموارد من برامج مختلفة. تستقبل البرامج مخصصاتها وفقًا لأولويتها؛ ربما تتضمن الأولويات تحسين مستوى الأمن والسلامة والصحة والتعليم والتنمية في منطقة معينة. يحدد تقييم النتائج فعالية البرنامج. على الرغم من أن هذه الطريقة ديموقراطية، يرى النقاد أن إدارة هذه العملية صعبة جدًا.

## وظائف مستند الموازنة
تُصمَّم ميزانية الحكومة على شكل خطة لتنفيذ السياسة المرجوة منها. تعد الميزانية أداة ثابتة تساهم في تنفيذ السياسة بطريقة عكسية. وتندرج الوظائف المتعلقة بهذه القيم تحت النموذج التقليدي وهي التحكم، الإدارة، والتخطيط. واستبدَل النموذج الحديث الذي يتبع طريقة أكثر صرامة وظيفة التحكم بوظيفة المراقبة، ووظيفة الإدارة بوظيفة التوجيه، ووظيفة التخطيط بوظيفة الإحالة الاستراتيجية. وبالمقارنة مع وظيفة التحكم، فإن وظيفة المراقبة تركز على نتائج النفقات.
التوجيه: استجابة لوظيفة الإدارة التقليدية، تعمل وظيفة التوجيه كدليل للإدارة.
الإحالة الاستراتيجية تستخدم وثيقة الموازنة كوسيلة بحث مستمرة عن الاتجاهات المحتملة والتفاعل مع البيئة.

## قيم الموازنة
توجد ثلاث قيم أساسية تخص الموازنة العامة: المساءلة، الفعالية، والجودة.
المساءلة تركز على مدخلات النظام أو البرنامج خلال السنة المالية، وتناسب موازنة البنود. وهي مناسبة أكثر لوظائف التحكم بالميزانية ومراقبتها.
الفعالية تركز على عملية النظام أو البرنامج وتحويلاته للمدخلات (الموارد) إلى مخرجات (سياسات). تركيز هذه القيمة على العمليات يجعلها مناسبة للموازنات العملية ووظائف الإدارة والتوجيه.
الجودة تركز على المخرجات والنتائج عبر قياس تأثير السياسات. وتتبع هذه القيمة كلًا من موازنة البرنامج ونظام تخطيط موازنة البرامج، وتتناسب مع وظائف الإحالة الاستراتيجية والتخطيط.

## تبسيط الخطوات الست لعملية الموازنة
تمر دورة الموازنة بأربع مراحل. الأولى، تتطلب تخطيط السياسة وتحليل الموارد وتتضمن تقديرًا للعوائد. المرحلة الثانية، وهي تشكيل السياسة، وتتضمن التفاوض والتخطيط لتشكيل الميزانية. المرحلة الثالثة، هي تنفيذ السياسة وتتبع إقرار الميزانية، وهي مرحلة تطبيق الموازنة -تنفيذ ومراجعة سياسات الموازَنة. المرحلة الرابعة، تضم عملية الموازنة كلها، لكنها تعتبر مرحلتها الرابعة. هذه المرحلة هي مرحلة تدقيق وتقييم لكامل العملية والنظام. ترتبط العملية بالنقاط الآتية:
- تقدير العوائد يكون القسم التنفيذي مسؤولًا عنها، ويعمل عليها مدير التمويل، مكتب أمين السر، مدير الميزانية، المدير العام أو الفريق.
- طلب الميزانية يوضح صيغة العرض، وينصح بأهداف محددة.
- تشكيل الميزانية يضع أهدافاً للمستقبل ويراعي الاختلافات.
- جلسات الموازنة يمكن أن تتضمن الأقسام، والقطاعات، والمدير التنفيذي، وعامة الشعب لمناقشة التغيرات في الميزانية.
- إقرار الميزانية الموافقة النهائية للهيئة التشريعية.
- تنفيذ الموازنة مراجعة الميزانية بمرور السنة المالية.

## أنواع الموازنات العامة
الموازنات العملية وهي الوثائق التي تصف نفقات وعوائد عمل المنظمة خلال فترة محددة.
موازنة رأس المال وهي عملية تخطيط للمشتريات المستقبلية، والتي تتجاوز عتبة كلفة محددة أو فترة زمنية محددة. وتترافق هذه الميزانية عادة مع خطة تحسين رأس المال، وهي جدول زمني للاستدانة وإيفاء الديون.